# Carl Wilhelm Uhl

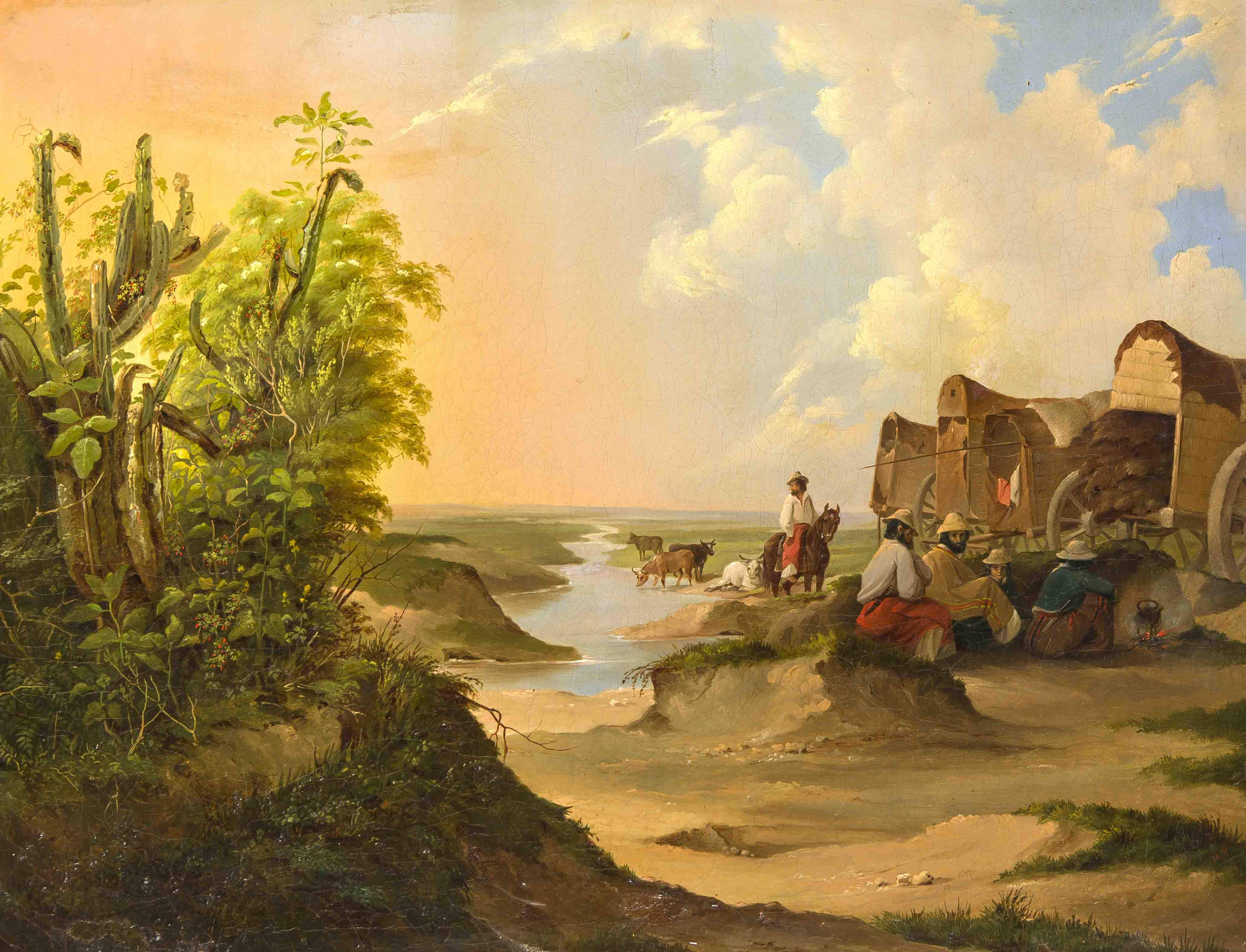
Rastende Viehhirten mit Planwagen, 1859, signiert Carlos Uhl

Carl Wilhelm Uhl (* 1812 in Danzig; † nach 1859) war ein deutscher Porträt- und Genremaler.

## Leben
Geboren als Sohn eines Kaufmanns, begann er die Ausbildung an der Königlich Preußischen Akademie der Künste in Berlin und setzte das Studium ab dem 4. August 1837 an der Königlichen Akademie der Künste in München fort 1840 ließ er sich in Danzig nieder. Später wanderte er in den Vereinigten Staaten aus, wo er u. a. in der St.-Patricks-Kirche in Charleston (South Carolina) eine „Kreuzigung Christi“ schuf. In den 1850er Jahren hielt er sich in Argentinien auf, wo mehrere seiner Gemälde entstanden. Teilweise signierte er seine Gemälde als „Carlos Uhl“.
Er betätigte sich hauptsächlich als Porträt- und Genremaler.

## Werke
- Miniaturportrait einer Frau, Wasserfarben auf Elfenbein. 1846, Cincinnati Art Museum 1991.435[4]
- Bildnis des Generals Gregorio Aráoz de La Madrid, Öl auf Leinwand, Februar 1853, signiert Carlos W. Uhl, Buenos Aires, Museó Histórico Nacional[5]
- Drei Porträts der Familie von Finck, Öl auf Leinwand. Zweimal links signiert/datiert: 1858 und 1859 mit Zusatz „Buenos Ayres“, davon einmal als „Carlos W. Uhl“ signiert, einmal mittig links als „Carlos W. Uhl“ signiert/datiert: 1858 mit Zusatz „Buenos Ayres“. Porträt des Mediziners Albert Karl Freiherr von Finck sowie seiner Frau, die um 1853/54 nach Argentinien auswanderten.[6]
- Rastende Viehhirten mit Planwagen, Öl auf Leinwand, 1859, signiert Carlos Uhl[7]